# تشن جي (لاعبة كرة يد)
تشن جي (5 ديسمبر 1976 - ) (بالصينية: 陈积) هي لاعبة كرة يد صينية. شاركت في الألعاب الأولمبية الصيفية 2004.

## وصلات خارجية
- تشن جي على موقع أوليمبيديا (الإنجليزية)
- تشن جي على موقع اللجنة الأولمبية الصينية (الإنجليزية)